# Une mort
Une mort (titre original : A Death) est une nouvelle de Stephen King parue tout d'abord le 9 mars 2015 dans le magazine The New Yorker, puis dans le recueil Le Bazar des mauvais rêves en novembre de la même année.

## Résumé
En 1889, dans les Black Hills, Jim Trusdale est arrêté pour le meurtre d'une petite fille.

## Genèse
La nouvelle est parue tout d'abord le 9 mars 2015 dans le magazine The New Yorker et a été incluse par la suite dans le recueil Le Bazar des mauvais rêves en novembre de la même année.